# Westküstenflug
Westküstenflug (kurz WKF) ist eine deutsche Fluggesellschaft mit Sitz in Wyk auf Föhr und Basis auf dem Flugplatz Wyk auf Föhr. Sie wurde 1985 als Westküstenflug Lange GmbH gegründet.

## Flugziele
Westküstenflug bietet neben Bedarfslinienflügen von Wyk nach Husum, Flensburg und Sylt auch Rund-, Fracht- und Charterflüge an. Die Rundflüge wurden am 7. Juli 2021 eingestellt.

## Flotte
Mit Stand August 2020 besteht die Flotte der Westküstenflug aus zwei Flugzeugen:
| Flugzeugtyp | Anzahl | Luftfahrzeugkennzeichen | Anmerkungen | Passagierplätze |
| ----------- | ------ | ----------------------- | ----------- | --------------- |
| Cessna 182  | 1      | D-ECXD                  |             | 3               |
| Cessna 206  | 1      | D-EGUF                  |             | 5               |
| Gesamt      | 2      |                         |             |                 |